# Deep River, Ontario
Deep River är en ort i Kanada.   Den ligger i provinsen Ontario, i den sydöstra delen av landet, 160 km nordväst om huvudstaden Ottawa. Deep River ligger 146 meter över havet och antalet invånare är 4 296. Den ligger vid sjöarna  Lac à la Tortue och Lac McConnell.
Terrängen runt Deep River är platt åt sydväst, men åt nordost är den kuperad. Runt Deep River är det ganska tätbefolkat, med 67 invånare per kvadratkilometer.. Det finns inga andra samhällen i närheten. 
I omgivningarna runt Deep River växer i huvudsak blandskog.